# Libro mayor

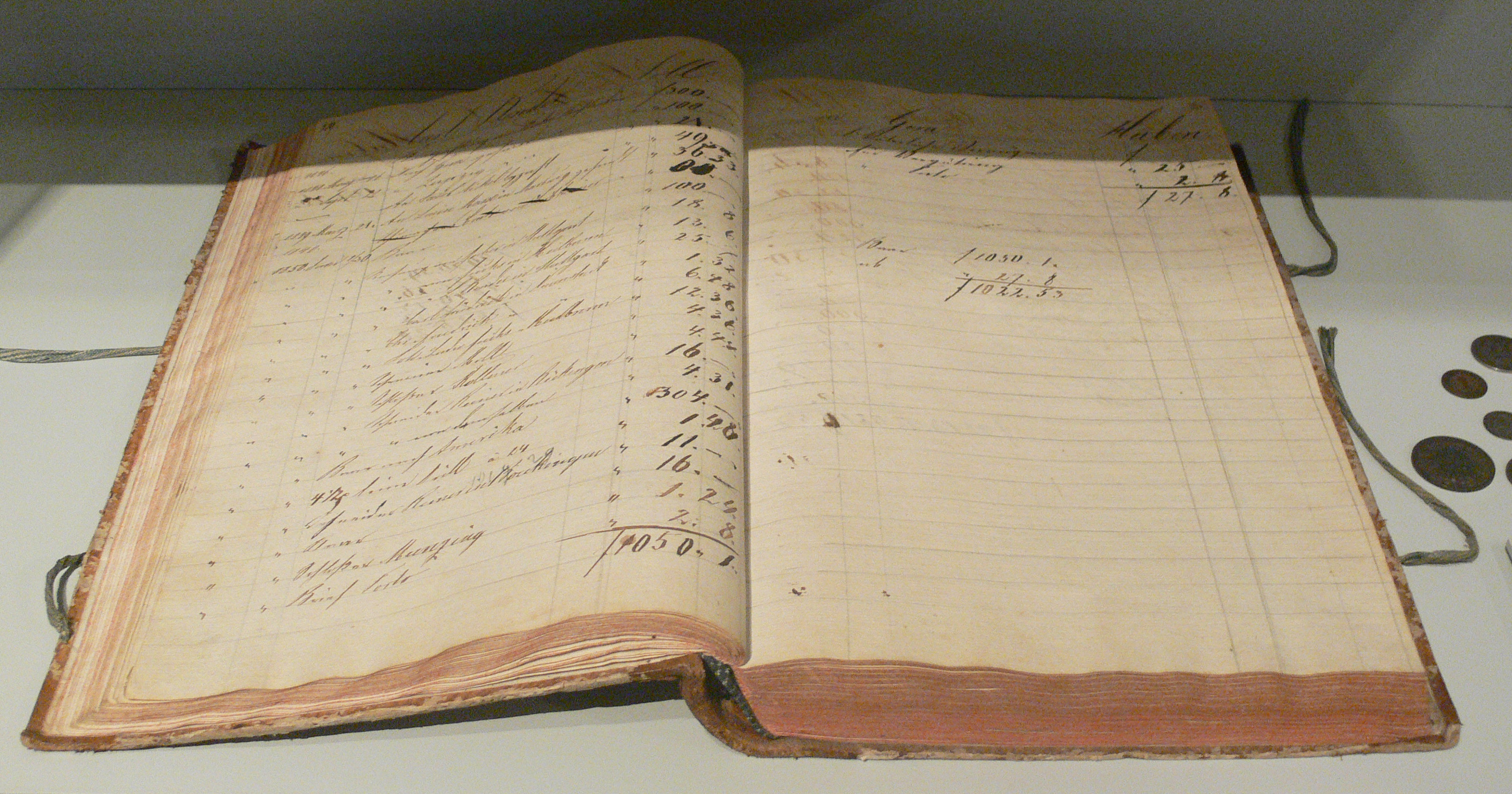
Ejemplo de un Libro mayor general.

En contabilidad, el libro mayor es un registro en el que cada página se destina para cada una de las cuentas contables de una empresa. Cada página va dividida y consta de 5 columnas: la primera columna es para la fecha, la segunda es para el concepto, la tercera es la del debe, la cuarta es la del haber y la última columna es la del saldo. El libro es utilizado para llevar un estricto manejo de los ingresos y egresos diarios que obtenga la empresa.
Se le llama Mayor porque toma el movimiento total de las subcuentas. Por ejemplo, los distintos proveedores que serían llevados en los libros auxiliares cada uno por separado, se concentran en una sola cuenta: proveedores en el Mayor y el encabezado de la página dirá: proveedores y así por cada una de las cuentas: clientes, bancos sin importar de cuantas subcuentas se conformen en cada una de las cuentas. En el Mayor solo se menciona el monto de la cuenta por un periodo determinado, generalmente un mes. Siguiendo con el ejemplo de la cuenta proveedores, en la columna del haber se pondría el monto total facturado por todos los proveedores en el mes y en la columna del debe el total de monto pagado a todos los proveedores durante ese mismo periodo, y la diferencia entre estas dos dará el saldo que queda al final del mes de cada una de las cuentas, sin detallar cuánto se le debe a cada uno de los proveedores, que eso estará en los Libros Auxiliares.

## Concepto del libro mayor
En contabilidad, el libro mayor es un registro en el que cada página se destina para cada una de las cuentas contables de una empresa. La finalidad del Libro Mayor va a consistir en recoger estos mismos hechos pero no en atención a la fecha de realización, sino a la cuenta que se ha visto afectada.
El Libro Mayor es un libro obligatorio. En él se van a recoger las distintas cuentas, y los movimientos que se hayan realizado en ellas.
La secuencia para hacer un asiento es la siguiente: primero se anota en el libro diario y después se pasa ese asiento a la ficha individual de cada cuenta.
De este modo, el diario es como lo que su nombre indica, un libro diario donde se anotan una tras otra todas las operaciones de la empresa y el mayor - que está representado por una ficha para cada cuenta - va anotando en cada ficha solo los movimientos que a ella corresponden.
Es usualmente nombrado el libro más importante en cualquier contabilidad.

## Función del libro mayor
Controla en forma individual los cargos y abonos de cada cuenta según las operaciones registradas en el libro diario. En sí el libro mayor resume los valores registrados como cargos o abonos de acuerdo a las operaciones comerciales realizadas por la empresa y también llega a ser un paso importante en la contabilidad. El inventario, tiene como finalidad ordenar la información sobre los bienes y obligaciones de la empresa. En la contabilidad se enumeran primero los bienes y derechos, llamados activos y después las obligaciones llamadas pasivos.
Además, el libro mayor es una herramienta que permite la creación de informes financieros y estados contables. Al resumir las operaciones comerciales, el libro mayor puede ofrecer una visión clara y organizada de la situación financiera de la empresa. Por tanto, la información contenida en el libro mayor se utiliza para elaborar estados financieros, como el balance de situación y la cuenta de pérdidas y ganancias, que son esenciales para conocer la rentabilidad y solvencia de la empresa.

## Llenado del libro mayor
El Libro Mayor puede tardar años en llenarse porque solo se utiliza un renglón de la cuenta por mes y existen cuentas que no tienen movimientos tan repetidamente como otras, pudiendo tener un movimiento por año. Por ello sus páginas no se llenan tan rápido como las otras cuentas. Por ejemplo, la cuenta de capital no tendrá tanto movimiento como la de bancos. 
En caso de que ya haya más de un Libro Mayor, los movimientos de esta cuenta seguirán en la siguiente página en blanco, en el que en el primer renglón se anotará debajo del encabezado de la cuenta: «VIENE DE LA PÁGINA X DEL LIBRO X». 
En México era requisito de Hacienda llevar a sellar el Libro Mayor antes de escribir sobre él y, cada vez que era necesario utilizar uno nuevo, debía sellarse por Hacienda, pero como ya no es requisito hacendar la contaduría de Libros hechos a mano, está en desuso el Libro Mayor.

## Importancia y finalidad
Cuando se habla de la cuenta, es cuando se crea en el libro mayor un registro de números en el medio contable, permite clasificar el Activo, el Pasivo y el Capital, y agruparlos de acuerdo a ciertas características de afinidad; permitiendo controlar los aumentos y disminuciones que experimentan las diferentes partidas reales y nominales.
El Libro Mayor agrupa todas las cuentas de Activo, Pasivo, Capital, Ingresos y Egresos que son utilizadas en una organización para llevar la contabilidad
- Cuentas: aquí se anota el nombre de las cuentas, una por cada renglón.
- Código: se escribe el número que le corresponde a cada cuenta, según el catálogo de cuentas de la empresa, tomado del Plan Único de Cuentas para comerciantes.
- Saldo anterior: se utiliza para registrar el saldo débito o crédito de cada cuenta correspondiente al periodo anterior.
- Movimiento del mes: en esta columna se registra el movimiento débito y crédito mensual de cada cuenta. La información se traslada de los totales mensuales del libro Diario Columnario.
- Saldos: en esta columna se obtiene los saldos de las cuentas, tomando los datos de las columnas Saldos anteriores y Movimiento, así: movimientos iguales se suman, movimientos contrarios se restan.

### Cuadro de movimiento con saldos
Los saldos de las cuentas de Activo, generalmente, son débitos, aunque puede darse el caso, como en Bancos, que resulte saldo crédito, cuando está en sobregiro. Las cuentas de costos y gastos tienen saldo débito, y las cuentas de Pasivo, Patrimonio e Ingreso tienen saldo crédito.

#### Procedimiento
- Se registra el comprobante de apertura en la columna Saldos anteriores.
- Se registran las operaciones mensuales en las columnas correspondientes al movimiento.
- Se determinan los nuevos saldos de cada cuenta, éstos a su vez constituyen los saldos anteriores del mes siguiente.
- Al finalizar el periodo contable, en la columna Movimiento se registra el comprobante de ajustes para obtener el saldo real de las cuentas, que servirá de base para la elaboración de los estados financieros.
- Al finalizar el ciclo contable, se registra el comprobante de cierre, para cancelar en el libro Mayor los saldos de las cuentas nominales o de resultados y obtener los valores correspondientes al Balance General.

#### Corrección de errores
Cuando se cometen errores en este libro, pueden corregirse así: 
- Si hay una inconsistencia o error, se anula la hoja completa y se pasa a la siguiente.
- Las anulaciones en los libros principales deben llevar la firma del contador.